# Bent Skovmand
Sir Bent Skovmand (né le 25 janvier 1945 à Frederiksberg, Danemark et mort le 6 février 2007 à Kavlinge, Suède des suites d'une tumeur au cerveau) était un biologiste danois.